# NGC 1015
NGC 1015 é uma galáxia espiral barrada (SBa) localizada na direcção da constelação de Cetus. Possui uma declinação de -01° 19' 06" e uma ascensão recta de 2 horas, 38 minutos e 11,6 segundos.
A galáxia NGC 1015 foi descoberta em 27 de Dezembro de 1875 por Ernst Wilhelm Leberecht Tempel.